# 리뷰 오브 사이언티픽 인스트루먼츠
리뷰 오브 사이언티픽 인스트루먼츠 (Review of Scientific Instruments)는 미국 물리학 협회에서 발행하는 월간 동료 평가를 거치는 과학 학술지이다. 이 저널의 관심 분야는 과학적 도구, 장치 및 기술이다. 《저널 인용 보고서》에 따르면 이 저널의 2018년 임팩트 팩터는 1.587이다.